# Phytotoma
Genre
Le genre Phytotoma comprend les 3 espèces de Raras, oiseaux de la famille des Cotingidae. Elles sont parfois classées dans une famille particulière, les Phytotomidae.

## Liste des espèces
D'après la classification de référence (version 2.2, 2009) du Congrès ornithologique international (ordre phylogénique) :
- Phytotoma raimondii Taczanowski, 1883 — Rara du Pérou
- Phytotoma rutila Vieillot, 1818 — Rara du Paraguay
- Phytotoma rara Molina, 1782 — Rara à queue rousse